# جورج ماتش
جورج ماتش (21 سبتمبر 1912 - 30 مارس 2001) لاعب كرة قدم اسكتلندي، لعب كمهاجم داخلي. ولد ماتش في أبردين، بدأ مسيرته الكروية مع أفونديل قبل أن ينضم إلى بانكس أو دي. ثم انتقل إلى اربوراث، ووقع مع مانشستر يونايتد في عام 1934، لعب معه لمدة أربع سنوات، وسجل 49 هدفًا. بعد مغادرته ذهب إلى بريستون نورث إند، حيث ساعد النادي على الفوز بنهائي كأس الاتحاد الإنجليزي عام 1938، وهو أول ما تم عرضه على شاشة التلفزيون. ففي الدقيقة الأخيرة من الوقت الإضافي، ارتُكِبت مخالفة ضدّ ماتش، فسجل هو ركلة الجزاء الناتجة، حيث ارتدت من الجانب السفلي للعارضة، فيفوز بالمباراة بريستون نورث إند.  ظل ماتش مع بريستون خلال الحرب العالمية الثانية، لكنه انضم إلى بيري في وقف الأعمال العدائية. بعد موسم مع بيري، انضم إلى ساوثبورت كلاعب مدرب، قبل تولي مسؤولياته التدريبية بشكل دائم عام 1948. ثم عاد إلى اسكتلندا كمدير لبنك أو دي عام 1950.
كسب مفخرة واحدة لمنتخب اسكتلندا الوطني لكرة القدم، بفوزه 1-0 على إنجلترا في ملعب ويمبلي في 9 أبريل 1938.

## روابط خارجية
- الملف الشخصي في StretfordEnd.co.uk
- الملف الشخصي في MUFCInfo.com
- جورج ماتش في قاعدة بيانات ما بعد الحرب الإنجليزية والاسكتلندية لكرة القدم.

- الملف الشخصي في LondonHearts.com